# La Chaste Suzanne (opérette, 1910)
 (février 2024).
Si vous disposez d'ouvrages ou d'articles de référence ou si vous connaissez des sites web de qualité traitant du thème abordé ici, merci de compléter l'article en donnant les références utiles à sa vérifiabilité et en les liant à la section « Notes et références ».

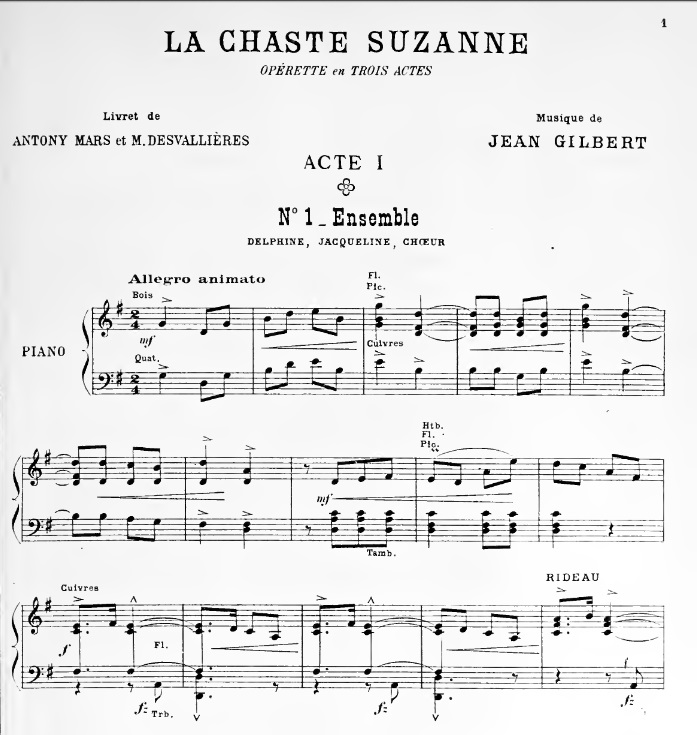
Extrait de la première page de La Chaste Susanne de Jean Gilbert, réduction pour piano (Éditions Durand-Salabert-Eschig, 1912)

La Chaste Susanne (Die keusche Susanne) est une opérette en trois actes de Jean Gilbert. Le livret est de Georg Okonkowski, basé sur la pièce Le fils à papa d'Antony Mars et Maurice Desvallières. Le fils de Jean Gilbert, Robert Gilbert
en a réalisé une version révisée en 1953.

## Représentations
La première a lieu au Wilhelm-Theater de Magdebourg le 26 février 1910. C'est le plus grand succès du compositeur, qui lui permet d'aller à Berlin pour devenir directeur du Thalia-Theater.
Adaptée en anglais par Frédéric Fenn et Arthur Wimperis, l'opérette est montée à Londres en 1912 sous le titre The Girl in the Taxi. Adaptée en français par Mars et Desvallières, La Chaste Suzanne, elle est produite à Paris et Lyon en 1913. Elle obtient un franc succès en Amérique du Sud en italien (La casta Susana) et en espagnol (La chasta Suzanna). Gilbert y a dirigé cette œuvre deux décennies plus tard, quand il a été forcé de quitter l'Allemagne et de s'installer en Argentine. Au Brésil, l'opérette Susana est comme à São Paulo en 1970.

## Distribution

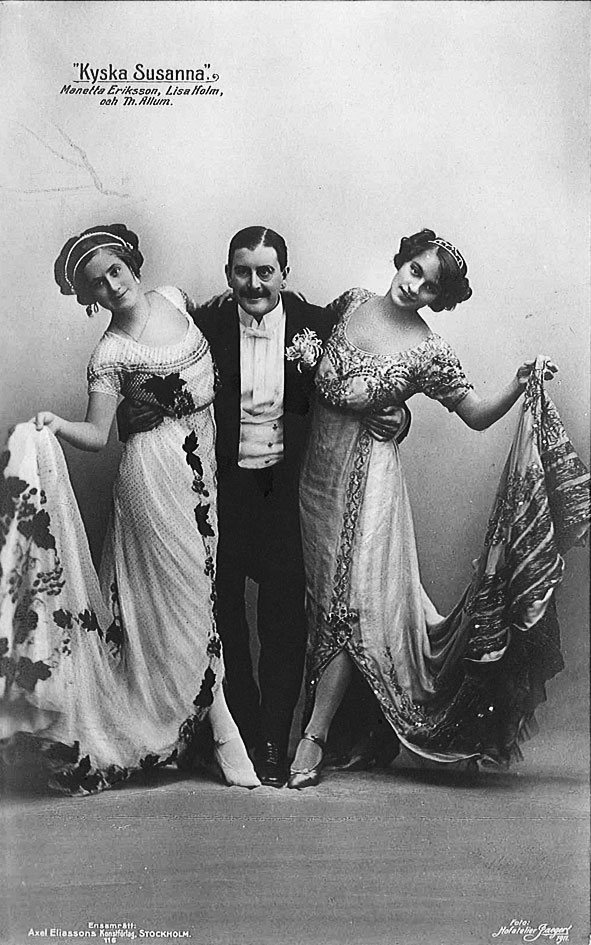
Carte postale de la première suédoise, Stockholm, 1911.

| Rôles (en allemand)                          | Voix      | Rôles (en français)                    |
| -------------------------------------------- | --------- | -------------------------------------- |
| Susanne Fleuron                              | soprano   | Suzanne                                |
| Fleuron, parfumeur, mari de Suzanne          | baryton   | Pomarel                                |
| René Wildhagen                               | tenor     | René Boislurette                       |
| Baron Conrad von Felseneck                   | basse     | Baron des Aubrais                      |
| Clementine von Felseneck, sa femme           | contralto | Delphine                               |
| Pauline von Felseneck, leur fille            | soprano   | Jacqueline                             |
| Paul von Felseneck, leur fils                | tenor     | Hubert                                 |
| Professor Hintzmeyer                         | baryton   | Charencey                              |
| Frau Rosa, sa femme                          | contralto | Rose                                   |
| Krause, maître d'hôtel au Palais de Danse    | baryton   | Alexis, maître d'hôtel au Moulin rouge |
| Un policier                                  | baryton   |                                        |
| Une servante                                 | soprano   |                                        |
| Professeurs, étudiants, police, invités etc. |           |                                        |

## Intrigue

### Acte I: Réception chez les Aubrais
Le baron des Aubrais est célèbre pour ses travaux sur l'hérédité. Membre de l'Institut, sa réputation est irréprochable. Cependant, c'est un noceur familier de lieux peu recommandables. Son fils Hubert suit ses traces en compagnie du lieutenant René Boislurette. Sa fille Jacqueline est amoureuse du lieutenant. Le baron, fidèle à sa réputation, ne souhaite pas cette relation. La baronne des Aubrais est admirative de la vertu et l'austérité de son mari.
Parmi les invités, on trouve le parfumeur Pomarel et son épouse la « Chaste Suzanne », fondatrice de l’œuvre de bienfaisance Le Bon Trottoir, destiné à remettre dans le droit chemin des femmes dites légères. Mais elle non plus n'est pas irréprochable. René fut son amant deux ans auparavant. Son mari devant s'absenter, elle propose un rendez-vous à René, qui accepte pour la forme (il a promis de sortir ce soir-là avec Jacqueline) et donne l'adresse à Hubert, heureux de l'aubaine. L'éternel gaffeur Charencey, à qui Suzanne avait présenté René comme son mari maladroit, apparaît. La catastrophe est évitée in extremis. Chacun s'esquive dans la pénombre ...

### Acte II: Au Moulin rouge
Au Moulin rouge, le baron des Aubrais est connu sous le nom de Boboche. Il est accompagné d'une femme rencontrée dans un taxi. Il s'agit en fait de l'épouse de Charencey, Rose, à qui il n'a jamais été présenté. Suzanne arrive. Elle croit rencontrer René : c'est Hubert, qu'elle verrait bien dévergonder. René et Jacqueline entrent à leur tour dans le cabaret. Lui espère ne pas trop s'y attarder mais sa compagne tient à voir le spectacle. Charencey et Pomarel apparaissent inopinément, furieux d'y trouver leurs épouses. S'ensuit une échauffourée générale qui nécessite l'arrivée de la police. Hubert et son père sont arrêtés. Les autres parviennent à s'esquiver.

### Acte III: Salon chez les Aubrais
Tout le monde a rejoint son domicile, même Hubert et son père qui ont été relâchés. Les maris sont furieux du comportement de leurs épouses. On s'en sortira par une pirouette : Suzanne était au Moulin rouge pour y chercher et remettre dans le droit chemin des brebis égarées. Rose persuade Charencey qu'elle en faisait de même. Les maris se contentent de ces explications. René épousera Jacqueline. Mais chacun espère bien continuer en secret sa vie dissolue.

## Partition (en français)
Acte I :  
- Chœur et Delphine « Chère baronne »
- « La véritable jeune fille » (Jacqueline)
- Chœur  « Voici venir le vainqueur » et des Aubrais « Richelieu n’a pas raté son but »
- Duo Jacqueline-René « C'est bien vrai tout ce qu’on raconte »
- « Ah les femmes » (Hubert)
- « Qui nous voit passer tous les deux » (Suzanne, Pomarel)
- « Le jour c'est un enfer bruyant » (Suzanne, René, Hubert)
- Final I « Ah quel bonheur ».

Acte II
- Chœur « Dansons, chantons »
- Couplets d'Alexis « Etre maître d’hôtel »
- « C'est mon début » (Hubert)
- « Le petit est fort à mon goût » (Suzanne, Hubert)
- « Quand parmi les froufrous » (René)
- Ensemble « Ici ma fille »
- Final II  « Des fiançailles ! Des fiançailles ! ».

Acte III
- Trio-marche « Ayant rôti plus d'un balai » (René, Hubert, Des Aubrais)
- Quatuor « Suzy ! Suzon ! » (Suzanne, Des Aubrais, René, Hubert)
- « Au fond d'une courette » (Suzanne, Des Aubrais)
- Chœur final